# Grisgrís

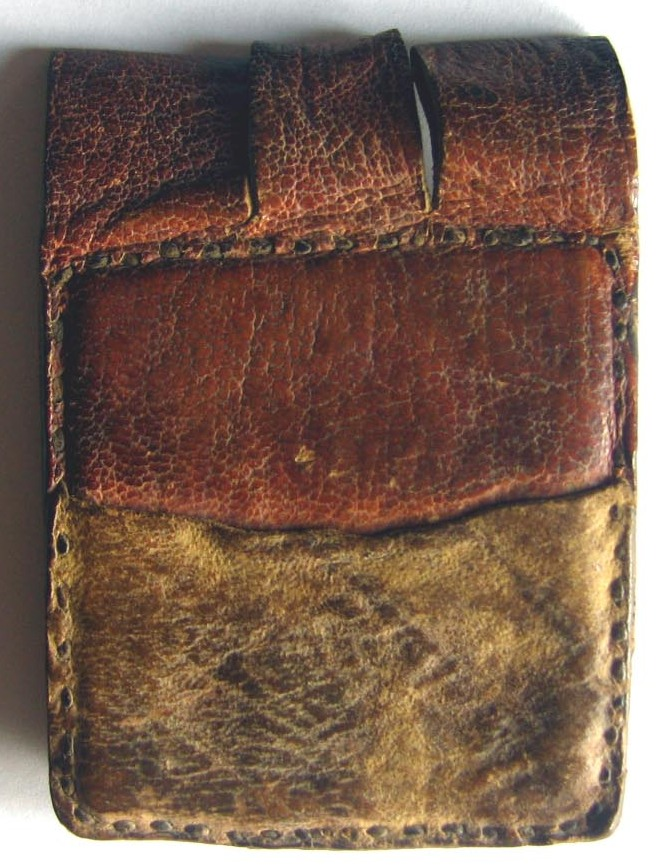
Los tuaregs dicen que los grisgrís deben ser regalados, nunca comprados, para que sean eficaces. Este procede de Agadez, en Níger.

Un grisgrís es un amuleto protector que trae buena suerte a la vez que ahuyenta al demonio. Es una palabra de origen africano que se introduce en Francia en el siglo XVI como grigri (también un elemento de escalada) o gri-gri (Académie française), cuyo plural es gris-gris o grisgrís (como lo adopta el DRAE). En origen era un demonio, un espíritu portador de mala suerte.

## África
Es muy posible que al viajero por el Sahel y el golfo de Guinea le regalen un gri-gri, como se pronuncia, para protegerlo de la mala suerte, pues en África forma parte aún de las tradiciones. Se trata de una pequeña bolsita hecha de tela o de piel que uno debe llevar consigo, en la que hay una mezcla de hierbas, aceites, piedras, hueso, cabello, uñas y otros elementos personales, reunidos con la bendición de un dios. Se la prepara uno mismo y sirve para su propia protección.

## Vudú
Llevado por los esclavos a América, donde adopta la forma gris-gris, en el vudú sigue siendo un amuleto o talismán protector. Forma parte del imaginario mágico africano procedente de los yorubas y los hausas. El grisgrís objeto posee el jùjú, la propiedad mágica, el encantamiento.
Un buen grisgrís hecho en Nueva Orleans debe prepararse en un altar que contenga los cuatro elementos: tierra, aire, agua y fuego, es decir, sal, incienso, el líquido elemento y la llama de una vela. Los ingredientes introducidos en el grisgrís pueden ser de uno a más de trece, entre ellos piedras y objetos coloreados por su significado oculto y astrológico. Se dice que el grisgrís de la reina del vudú de Nueva Orleans Marie Laveau llevaba pedacitos de hueso, piedras coloreadas, polvo de cementerio, sal y pimienta roja.

## Santería
En santería, las bolsitas grisgrís se llaman resguardos o protectores, dedicados a los santos, como el resguardo a san Miguel Arcángel o el dedicado a Shango (Santa Bárbara), dios del trueno, que contiene hierbas, especias, azúcar moreno, piedras u otras reliquias sagradas. Pero no sólo se venden resguardos protectores, por ejemplo, el de los siete nudos sirve para anudar la voluntad del hombre y de la mujer y es un amuleto de dominio.
Los mayomberos, brujos negros de la regla de Palo, que se ofrecen en muchos lugares para todo tipo de trabajos espirituales, entre los que se encuentra dominar a la persona deseada, y los nganga nkisi, hechiceros, ni buenos ni malos, preparan amuletos parecidos, entre los que figuran los makutos y los gurunfindas (de Gurunfinda, dios del bosque y de las hierbas, asociado a san Silvestre) que contienen plantas tropicales y otros elementos como corazones de pájaros y tortugas, cabellos de cadáver y monedas para obtener la ayuda de los espíritus de los muertos. Mayombe es el nombre de una región africana que se extiende al norte de la desembocadura del río Congo.